# Буда (комуна)
Буда (рум. Buda) — комуна у повіті Бузеу в Румунії. До складу комуни входять такі села (дані про населення за 2002 рік):
- Александру-Одобеску (595 осіб)
- Буда (1201 особа)
- Валя-Ларге (94 особи)
- Денулешть (219 осіб)
- Мучешть-Денулешть (612 осіб)
- Спіделе (68 осіб)
- Торопелешть (492 особи)

Комуна розташована на відстані 133 км на північний схід від Бухареста, 39 км на північ від Бузеу, 88 км на захід від Галаца, 102 км на схід від Брашова.

## Населення
За даними перепису населення 2002 року у комуні проживала 3281 особа.
Національний склад населення комуни:
| Національність | Кількість осіб | Відсоток |
| -------------- | -------------- | -------- |
| румуни         | 3169           | 96,6%    |
| цигани         | 111            | 3,4%     |
| угорці         | 1              | < 0,1%   |

Рідною мовою назвали:
| Мова      | Кількість осіб | Відсоток |
| --------- | -------------- | -------- |
| румунська | 3279           | 99,9%    |
| угорська  | 2              | 0,1%     |

Склад населення комуни за віросповіданням:
| Релігія       | Кількість осіб | Відсоток |
| ------------- | -------------- | -------- |
| православні   | 3256           | 99,2%    |
| адвентисти    | 24             | 0,7%     |
| римо-католики | 1              | < 0,1%   |